# Serpocaulon levigatum
Serpocaulon levigatum là một loài thực vật có mạch trong họ Polypodiaceae. Loài này được (Cav.) A.R. Sm. mô tả khoa học đầu tiên năm 2006.